# Valley of Stars
Pour plus de détails, voir Fiche technique et Distribution.
Valley of Stars ou Un dragon arrive (Persan : اژدها وارد می شود, Ejdeha Vared Mishavad!) est un film iranien réalisé par Mani Haghighi, sorti en 2016.

## Synopsis
Au début du film, on dit que la fiction est basée sur une histoire vraie. Des entretiens avec diverses personnes, dont Mani Haghighi lui-même, renforcent cette hypothèse. On essaie de nous faire croire que l’histoire du film est celle de l’enregistreur sonore du film Brique et Miroir du grand-père de Mani Haghighi, Ebrahim Golestan, et dans le film, et on prétend même qu’un groupe de films ayant accès à l’enregistrement essaie d’en faire un film de fiction.
Le 22 janvier 1965, une Chevrolet Impala orange traverse un ancien cimetière en direction d’un épave navire abandonnée au milieu d’un paysage désertique. A l'intérieur un prisonnier exilé s'est pendu sur l’île de Qeshm, un soi-disant marxiste-léniniste condamné à  y passer le restant de sa vie terne et isolée. La veille, le Premier ministre iranien, Hassan Ali Mansour, est tué dans un attenta devant le parlement à Téhéran . Le lieutenant Babak Hafizi (Amir Jadidi), à l'ordre du colonel Saied Jahanguiri  se rend à Qeshm pour enquêter sur le suicide du prisonnier, mais il découvre que l’exilé a été tué. On est surpris par un phénomène étrange sur l’île. Après chaque enterrement des corps dans ce cimetière abandonné, un tremblement de terre se produit. Les villageois superstitieux croient aux djinns : on dit qu'un monstre, un dragon vit sous le sol du cimetière (le titre du film est également choisi à cet égard). Avec l’aide de deux amis géologues et, de son magnétophone, l’agent tente de découvrir le secret de ce phénomène. Quelques événements rendent les efforts de ces trois un peu plus compliqués que prévu.
Au fur et à mesure, ils découvrent que le marxiste avait une relation avec Halima,  la fille d’un villageois. Pour se venger, le père de la fille tue l’exilé et maquille le meurtre en suicide. Le lieutenant Charaki (agent de SAVAK basé à Qeshm) essaie de garder le secret du meurtre. Quelques jours plus tard, on trouve Halima enceinte à la morgue de l’ancien navire, sur le point de donner naissance à son bébé, mais elle ne survit pas à l’accouchement et meurt. Les trois amis prennent la responsabilité de veiller sur son bébé. En fin de compte, SAVAK  pour empêcher la suite des enquêtes, ordonne à Charaki d’éliminer les trois amis impliqués dans cette affaire. Ils découvrent le plan et tue Charaki. En fuyant la SAVAK, l’un d’eux est tué, l’autre fuit l’Iran et le troisième meurt dans un bombardement.
À propos du titre du film (Un dragon arrive), qui est identique à un des films de « Bruce Lee » au moins en Persan (le film de Bruce Lee «Un dragon arrive»), Haghighi a déclaré qu’il y a eu beaucoup de discussions là-dessus et finalement son équipe de tournage a voté pour ce titre.

## Fiche technique
- Titre : Valley of Stars ou Un dragon arrive
- Titre original : اژدها وارد می شود (Ejdeha Vared Mishavad!)
- Réalisation : Mani Haghighi
- Scénario : Mani Haghighi
- Musique : Christophe Rezai
- Photographie : Hooman Behmanesh
- Montage : Hayedeh Safiyari
- Société de production : Crossfadefilms et Dark Precursor Productions
- Société de distribution : Happiness Distribution (France)
- Pays :  Iran
- Genre : Drame et horreur
- Durée : 105 minutes
- Dates de sortie : 
  -  Iran : 27 avril 2016
  -  France : 25 janvier 2017

## Distribution
- Amir Jadidi : Babak Hafizi, le détective
- Ehsan Goodarzi : Keyvan Haddad, l'ingénieur du son
- Amir Homayoun Ghanizadeh : Behnam Shokoohi, le géologue
- Nader Fallah : Almas
- Ali Bagheri : Javad Charaki
- Kiana Tajammol : Shahrzad Besharat jeune
- Kamran Safamanesh : Saeed Jahangiri
- Javad Ansari : Darshan
- Shahin Karimi : Shahrzad Besharat âgé
- Laila Arjumand : Valleh
- Manouchehr Anvar : Ravi Malakut

## Distinctions
Le film est présenté en sélection officielle en compétition à la Berlinale 2016.